# 888 (liczba)
888 (osiemset osiemdziesiąt osiem) – liczba naturalna następująca po 887 i poprzedzająca 889.

## W matematyce
- 888 jest palindromem liczbowym, czyli może być czytana w obu kierunkach
- 888 jest liczbą Harshada (dzieli się przez sumę swoich cyfr)[1]

## W astronomii
- galaktyka IC 888
- galaktyka NGC 888
- planetoida (888) Parysatis